# Réseau des bibliothèques de Suisse occidentale
RERO (fr. Réseau des bibliothèques de Suisse occidentale, pol. Sieć Bibliotek Zachodniej Szwajcarii) – sieć bibliotek obejmująca francuskojęzyczną część Szwajcarii.
RERO założona została w 1985 r. W 2016 r. obejmowała zasoby ponad 270 szwajcarskich bibliotek oraz pięciu szkół wyższych. RERO funkcjonuje również jako katalog bibliograficzny, indeksujący około sześć i pół miliona dokumentów.